# Juncus virens
Juncus virens är en tågväxtart som beskrevs av Franz Georg Philipp Buchenau. Juncus virens ingår i släktet tåg, och familjen tågväxter. Inga underarter finns listade i Catalogue of Life.